# Bataille de Miñarica
Guerre civile équatorienne de 1835
La bataille de Miñarica est livrée le 18 janvier 1835 pendant la guerre civile équatorienne de 1835. Elle oppose les forces gouvernementales commandées par Juan José Flores aux rebelles restauradores de José Félix Valdivieso (es). Ces derniers venant de Colombie ont envahi l'Équateur dont deux départements, ceux de Quito et d'Azuay, se sont ralliés à eux. La bataille décisive entre les adversaires a lieu à Miñarica. Les gouvernementaux, pourtant très inférieurs en nombre mais qui comptent dans leurs rangs de nombreux vétérans très aguerris remportent une victoire sans appel. La bataille est suivie par le massacre de nombreux blessés ou prisonniers parmi les vaincus.

## Référence
1. ↑  Robert L. Scheina 2003, p. 143.

## Sources
- (en) Robert L. Scheina, Latin America's wars, vol. 1 : The age of the Caudillo, 1971-1899, Washington, D.C, Brassey's, Inc, 2003, 569 p. (ISBN 978-1-574-88450-0 et 978-1-574-88449-4).